# Distretto di Lamam
Il distretto di Lamam (in laotiano: ເມືອງລະມາມ, trascrizione IPA: /mɯaŋ laʼmaːm/, RTGS: mueang Lamam) è uno dei quattro distretti (mueang) della provincia di Xekong, nel Laos. Ha come capoluogo la città di Xekong, detta anche Lamam.